# Z.O. 135
Z.O. 135 (Zaterdag Ochtend 135 minuten) was een VARA live radioprogramma, soms met publiek, dat vijftien jaar lang van medio jaren 1960 tot medio jaren 1970 op Hilversum 2 werd uitgezonden op zaterdagochtend en oorspronkelijk 135 minuten duurde. Later werd de naam Z.O. zonder de toevoeging 135 en kon het programma in lengte variëren. Het programma werd aanvankelijk gepresenteerd door Joop Söhne en Letty Kosterman. Begin jaren zeventig werd Joop Söhne vervangen door Herman Stok en duurde het programma 210 minuten (van 7.00 tot 10.30 uur).
Het programma was een magazine met aandacht voor allerlei onderwerpen en gesprekken met bekende en minder bekende Nederlanders. Ook werd tussendoor lichte muziek gedraaid en traden er soms artiesten op. Verder konden de luisteraars bellen naar aanleiding van onderwerpen in de uitzending en vragen stellen, hun mening geven of op en aanmerkingen maken, net als tussen 1995 en 2014 in het programma Cappuccino dat ook op zaterdagochtend werd uitgezonden en op een aantal onderdelen veel gelijkenis had met het programma.
Ook werden er met de luisteraars of soms het publiek de spelletjes Luistergeld en 'De geheimzinnige stem' gespeeld. In dit laatste spelletje kregen de kandidaten de stem van een bekende Nederlander te horen en moesten dan raden wie hij of zij was. Als de stem niet geraden werd ging het prijzengeld in een pot die steeds hoger werd tot de stem werd geraden. Als de pot tot een bepaald bedrag was opgelopen konden de luisteraars een briefkaart insturen met de goede oplossing waaruit dan de winnaar werd getrokken. Daarna begon men met een nieuwe stem en nieuwe pot. Dit spelletje kreeg later navolging van De Stemband met Kees Schilperoort.  
Aansluitend werd het programma Z.I. (Zaterdag Informatie) uitgezonden met daarin vooral aandacht voor het gewone nieuws.